# Gornja Jelenska
Gornja Jelenska je vesnice v Chorvatsku ve Sisacko-moslavinské župě. Je součástí opčiny města Popovača, od nějž se nachází asi 5 km severovýchodně. Vesnice leží na úpatí pohoří Moslavačka gora a hory Humka (487 m). V roce 2011 žilo ve vesnici 757 obyvatel. Nejvíce obyvatel (1 498) zde žilo v roce 1953.
Dne 1. října 2020 se Gornja Jelenska stala novým ohniskem pandemie covidu-19 v Chorvatsku. Během tří dní bylo ve vesnici zaznamenáno celkem 76 případů nákazy koronavirem, poté se situace uklidnila. Všichni nakažení se účastnili knižní propagace, přičemž nedbali na hygienická opatření a nenosili roušky. Dne 7. října bylo zaznamenáno dalších 11 případů, celkem již bylo ve vesnici zaznamenáno 87 případů nákazy. Dne 8. října bylo zaznamenáno dalších třináct případů, počet nakažených tedy stoupl na sto. Celkově bylo ve vesnici zaznamenáno 149 případů nákazy.
Vesnicí prochází silnice Ž3131. Protéká zde potok Jelenska (přítok řeky Lonji), podle nějž je vesnice pojmenována.

## Sousední vesnice
| Růžice kompasu | Donji Miklouš Ludinica Katoličko Selišće | Samarica        | Šimljanik | Růžice kompasu |
| Růžice kompasu | Moslavačka Slatina Gornja Vlahinićka     | Sever           | Mikleuška | Růžice kompasu |
| Růžice kompasu | Moslavačka Slatina Gornja Vlahinićka     | Gornja Jelenska | Mikleuška | Růžice kompasu |
| Růžice kompasu | Moslavačka Slatina Gornja Vlahinićka     | Jih             | Mikleuška | Růžice kompasu |
| Růžice kompasu | Popovača Podbrđe                         | Voloder         |           | Růžice kompasu |